# Bataille d'Alcácer do Sal
Guerre civile portugaise
Batailles
- Coruche
- Vila da Praia (navale)
- Porto
- Ponte Ferreira
- Souto Redondo
- Cap Saint-Vincent (navale)
- Alcácer do Sal
- Pernes
- Almoster
- Sant’Ana
- Asseiceira

La bataille d'Alcácer do Sal est une bataille de la guerre civile portugaise remportée par les troupes absolutistes de Michel Ier de Portugal opposées aux troupes libérales à Barrosinha près d'Alcácer do Sal, le 2 novembre 1833 .
Commandés par le Général José António de Azevedo Lemos, les partisans de Michel Ier réussissent à repousser leurs ennemis vers un terrain boueux, leur imposant une lourde défaite.
On dit que l'armée libérale aurait perdu dans cette bataille plus d'hommes que durant toute la guerre civile.
À l'issue du combat, 26 officiers libéraux capturés par les vainqueurs sont fusillés sommairement pour haute trahison (3 autres sont libérés). Selon le code militaire, ces officiers ayant déserté l'armée portugaise pour servir une armée de rebelles encouraient la peine de mort. Cet épisode est largement exploité par la propagande libérale qui parlera du massacre d'Algalé. C'est un épisode parmi beaucoup d'autres illustrant bien la haine qui existe entre les deux partis.

## Référence
- (pt) Cet article est partiellement ou en totalité issu de l’article de Wikipédia en portugais intitulé « Batalha de Alcácer do Sal » (voir la liste des auteurs).

1. ↑  (pt) Carqueijeiro, António; Flávio, Baltasar; Dias, Luís Pereira; Carradinha, Luísa; Malheiros, Manuel Luís; Lázaro, Maria Antónia, Notícias e fotografias de Alcácer do Sal - Séculos XIX e XX, décembre 2016 (lire en ligne), p. 13